# Силосон
Силосон (грчки: Συλοσών) био је тиранин острва Самос у доба антике.
Када су браћа, Поликрат, Пантагнот и Силасон преузели власт на Самосу године 532. п. н. е, Силосону је припало да управља једном трећином острва. Пантагнот је такође контролисао своју трећину. Недуго по устоличењу Поликрат је, желећи да приграби сву власт за цебе, убио Пантагнота, а Силосона прогнао са острва.
Тако се Силосон обрео у Египту, где је у то време боравио и персијски краљ Камбиз II са својом војском. Једном приликом, док је шетао Мемфисом, црвени огртач који је носио привукао је пажњу младом Перисјанцу Дарију, који је је тада служио у гарди персијског монарха. Дарије је понудио Силосону да од њега откупи огртач на шта овај није пристао, али, како старогрчки историчар Херодот наводи, пророчанска инспирација је навела Силосона да му огртач поклони, ако баш жели да га има. Дарије је прихватио поклон и њихов сусрет се на томе завршио. 
Након доста година Силосон је био изненађен чувши да је непознати Персијанац, коме је дао огртач, постао велики краљ. На ту вест је похитао у Сусу и нашао Дарија очекујући да му се стари знанац одужи у краљевском маниру. Сиулосон је одбио понуђено злато и сребро и затражио да му предају да влада родним острвом Самос. Његов захтев је услишен и војска предвођена Отанисом послата је да заузме острво и Силосона постави за новог владара.
Самосом је после Поликратове смрти 522. п. н. е. владао Меандриус, који није имао снаге да се одупре Персијанција, те је одмах пристао на предају како би имао времена да напусти острво са својим благом. Међутим, чим је испловио на пучину, његов луди брат Харил, коме је оставио команду над Акропољем, напао је необазриве Персијанце и убио неколицину њихових заповедника. Последице великог масакра, који је Отанис наредио у знак одмазде за издајничку превару, на себи је осетило целокупно становништво острва. Када је Силосон стигао на Самос и преузео власт скоро да није било живог мушкарца на острву. Касније је Отанис населио изнова Самос становништвом о чијем пореклу не постоји писани траг.
Силосон је у историји остао упамћен као окрутан тиранин који је Самосом владао као персијски поданик све до своје смрти, после које га је наследио његов син Ајакис.